# Dalia Fernández
Dalia Cristina Fernández Sánchez (Santiago de los Caballeros, 3 gennaio 1990) è una modella dominicana, incoronata Miss Repubblica Dominicana 2011 e rappresentante della Repubblica Dominicana a Miss Universo 2011.

## Biografia
Prima della sua partecipazione a Miss Repubblica Dominicana 2011, la Fernández aveva partecipato a Reina Mundial del Banano 2009 a Machala, Ecuador il 23 settembre 2009, dove si era classificata al secondo posto.
Dalia Fernández ha partecipato in qualità di rappresentante della Provincia di Santiago al concorso di bellezza nazionale Miss Repubblica Dominicana 2011, che si è tenuto a Santo Domingo l'8 marzo 2011, e dove la modella è stata incoronata vincitrice.
In qualità di rappresentante ufficiale della Repubblica Dominicana, la Fernandez ha partecipato a Miss Universo 2011 che si è tenuto a San Paolo in Brasile il 12 settembre 2010.